# 조슈 리키
조슈 리키(일본어: 長州 力, ちょうしゅう りき)라는 링네임으로 잘 알려진 곽광웅(郭光雄, 1951년 12월 3일 ~ )은 대한민국의 레슬링 선수이자 일본의 프로레슬링 선수이다. 재일 한국인 2세이다. 일본어식 본명은 요시다 미쓰오(일본어: 吉田 光雄, よしだ みつお)이다.

## 약력
일본 야마구치현에서 태어남 초등학교때 유도를 배웠고 고교 시절 아마추어 레슬링으로 전향 1972년 뮌헨 올림픽에 한국 국가대표로 출전 센슈 대학 졸업후 신일본 프로레슬링에 입문 1974년 8월 8일 프로레슬링 공식 첫 출장 1983년 신일본 프로레슬링 1차 탈퇴 1984년 재팬 프로레슬링 창립 1987년 재팬 프로레슬링 탈퇴, 신일본 프로레슬링 재입단 1998년 프로레슬러 1차 은퇴 2000년 프로레슬러 복귀 2002년 신일본 프로레슬링 2차 탈퇴 2003년 WJ 프로레슬링 창립 2016년 일본으로 국적 변경